# 五一水库 (新和)
五一水库，位于中华人民共和国新疆维吾尔自治区阿克苏地区新和县县城以北10千米，是一座以灌溉为主的中型灌注式平原水库，水源主要引自渭干河。水库建于1958年，2000年和2003年进行了2次除险加固。总库容为3900万立方米，大坝为均质土坝，坝长8.4千米，其中主坝长3.7千米，最大坝高7米。水库承担着新和县8乡镇、1场1.8万公顷耕地的灌溉任务。